# Manager de ferestre

Controlul ferestrelor de către managerul de ferestre

Manager de ferestre,  sau gestionar de ferestre (engleză: window manager - WM) este un software de sistem de operare care definește comportamentul sistemului de ferestre al acestuia (modul de suprapunere, dimensiunea, poziția și aspectul ferestrelor pe ecran, minimizate sau maximizate), permițând utilizatorului să manipuleze ferestrele și să lanseze noi aplicații. Un manager de ferestre poate face parte din interfața grafică al unui mediu desktop sau poate exista în mod autonom.
Managerii de ferestre diferă în mai multe moduri, cum ar fi aspectul, consumul de memorie RAM, opțiuni de personalizare, similaritate cu anumite medii desktop existente, etc.
Există un manager de ferestre în toate sistemele de operare desktop bazate pe grafică. Microsoft Windows, și Apple Mac OS X, conțin un manager de ferestre standard integrat în sistemul de operare. Sistemul grafic X Window, existent în sistemele GNU/Linux, permite utilizatorului să aleagă între mai mulți manageri de ferestre.
Managerul de ferestre poate fi simplist (ex. twm, evilwm), sau să ofere funcționalitate unor medii desktop complete cum ar fi Enlightenment, Fluxbox, fvwm.

## Tipuri
Managerii de ferestre pot fi împărțiți în trei categorii în funcție de modul în care gestionează ferestrele. Această categorisire nu este strict exclusivă, deoarece există administratori de ferestre care implementează caracteristicile mai multor categorii.
- Manageri de ferestre care permit ferestrelor să fie create sau compuse separat și apoi combinate și afișate. Aceasta permite o mare varietate de stiluri de interfață și prezența efectelor vizuale 2D și 3D. Mac OS X a fost primul sistem de operare cu un manager de compunere a ferestrelor urmat de distribuțiile Linux și mai târziu Windows. Administratorii de ferestre de compunere mai frecvent utilizați includ, Compiz, KWin, Xfwm, Enlightenment, Mutter, Desktop Window Manager, Quartz Compositor.
- Manageri de ferestre care prezintă ferestrele suprapuse sau stivuite. Aceștia permit mai multor ferestre să fie plasate pe ecran ca niște coli de hârtie suprapuse. (ex.: Amiwm, Blackbox, Fluxbox, FVWM, IceWM, Openbox, Window Maker).
- Manageri de ferestre care poziționează ferestrele sub formă de cadre astfel ca acestea să ocupe întreg ecranul fără a se suprapune. De regulă, acești manageri de ferestre utilizează  tastatura pentru controlul ferestrele, având suport slab pentru mouse. (ex: awesome, dwm, ion, larswm, Ratpoison, Stumpwm, wmii, Xmonad).
- Manageri de ferestre care permit schimbarea afișării ferestrelor între cele două moduri, suprapuse sau cadru. (ex.: awesome, bluetile, dwm, echinus, FVWM, i3, larswm, spectrwm, Xmonad).

## Exemple

### X Window

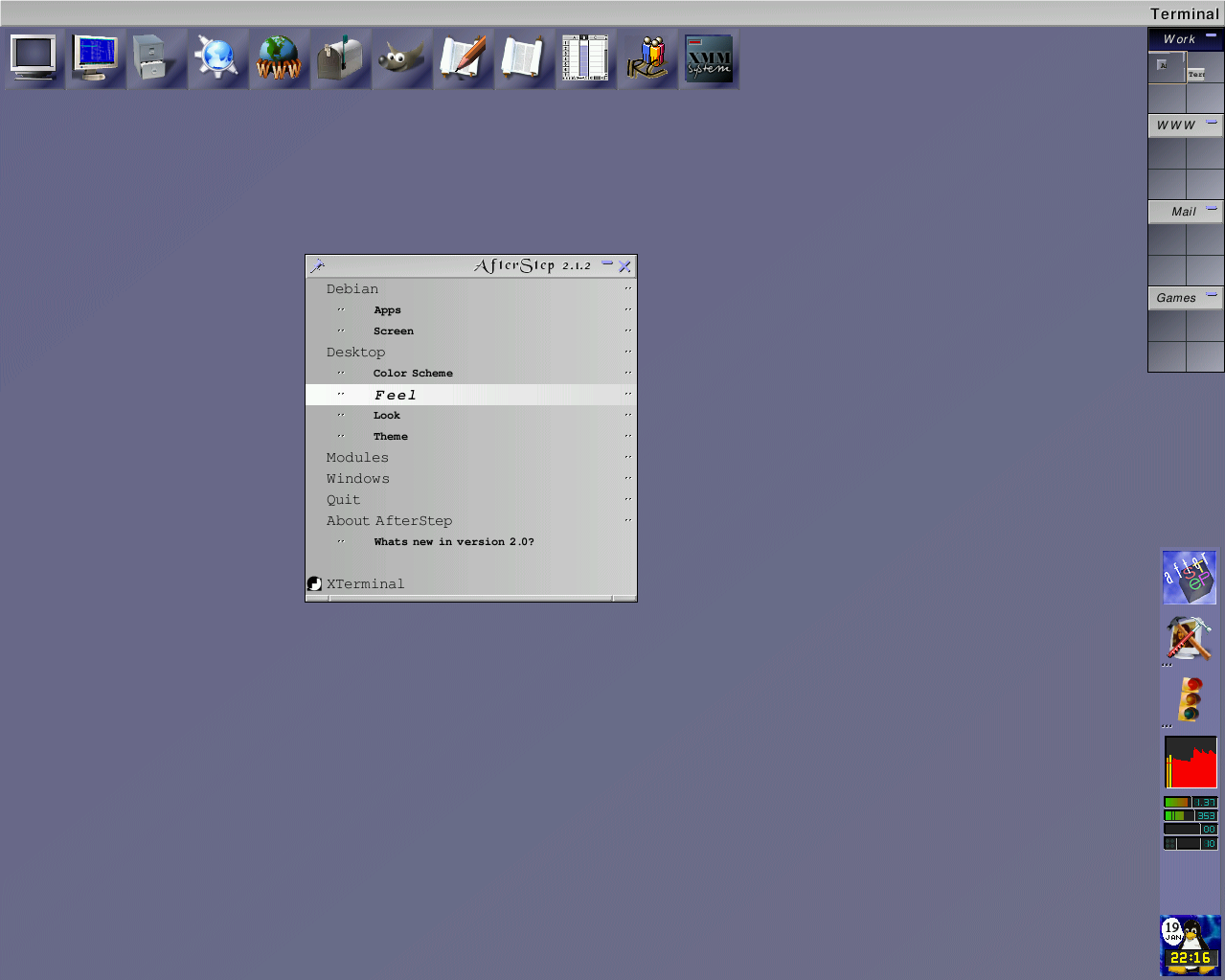
AfterStep

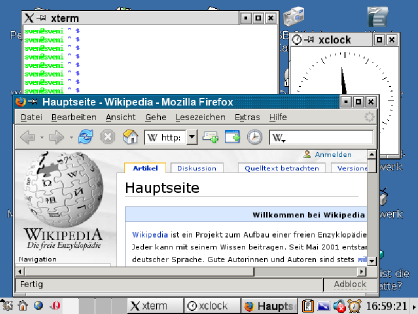
Kwin

Populari
- AfterStep, bazat pe FVWM
- AmiWM (Amiga Window Manager)
- BlackBox
- Compiz, interfață 3D
- Enlightement
- Fluxbox, derivat din versiunea 0.61.1 a Blackbox
- FVWM
- Icewm, compatibil Gnome și KDE
- Kwin, implicit în KDE
- Marco, standard în MATE
- Metacity, manager de ferestre al unor versiuni GNOME 2
- Metisse, alternativă Compiz
- Motif Window Manager (MWM)
- Muffin, implicit în Cinnamon
- Mutter
- Openbox, inițial bazat pe Blackbox, pentru LXDE
- Sawfish
- WindowMaker
- Xfwm, în Xfce [3][4]

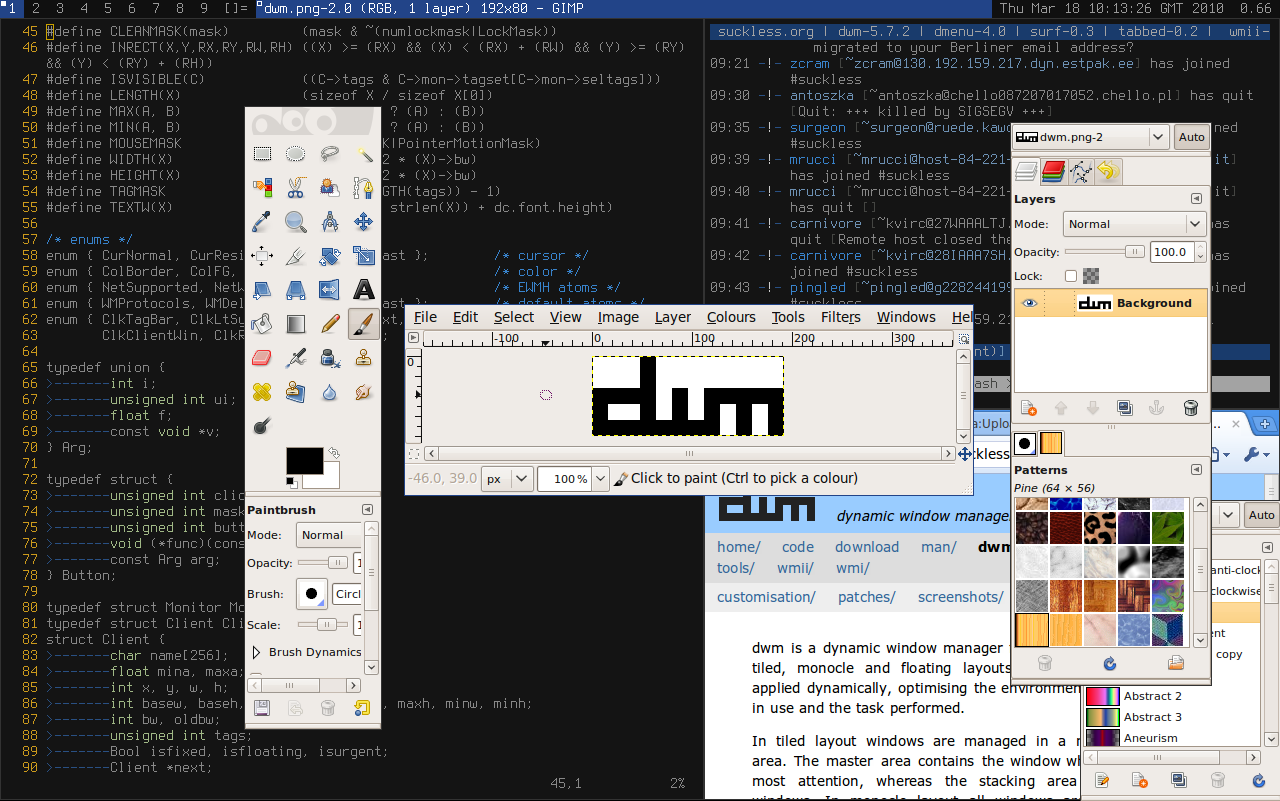
Dwm

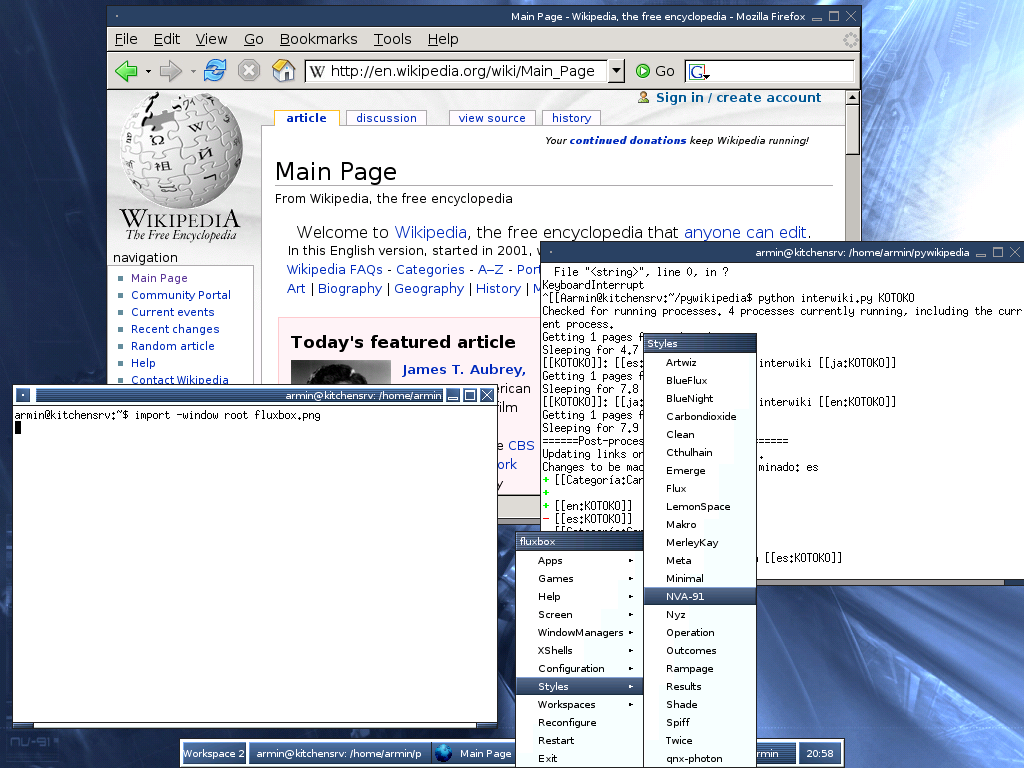
Fluxbox

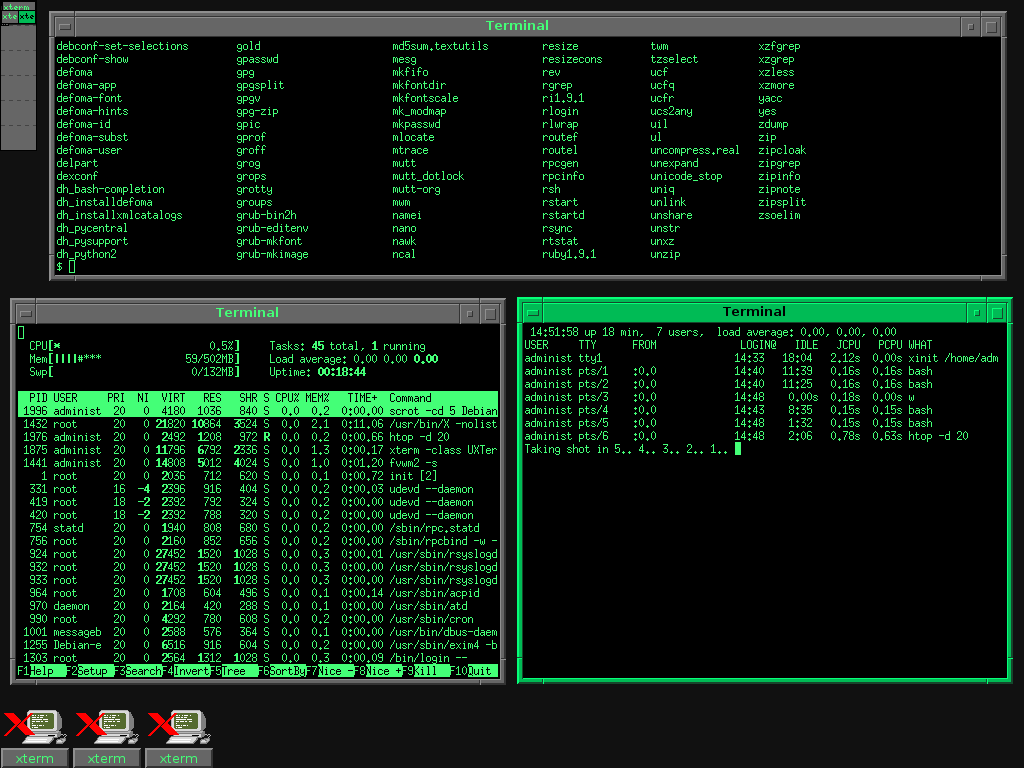
FVWM

Alți manageri de ferestre pentru X Window
- 3Dwm, interfață 3D
- 4dwm
- 5Dwm
- 9wm
- aewm Arhivat în 29 ianuarie 2018, la Wayback Machine.,(Ardent Window Manager), bazat pe 9wm
- aewm ++
- awesome
- Azalea, în mediul desktop Étoilé
- Bluetile
- CTWM
- CWM (Calm Window Manager), dezvoltat pentru OpenBSD
- dwm
- echinus
- eewm
- euclid-wm
- evilwm
- FVWM
- FVWM95 (bazat pe FVWM2 - similar cu Windows 95/98)
- FWM
- Hackedbox, bazat pe Blackbox
- herbstluftwm
- i3
- ion
- JWM
- Kahakai,  bazat pe Waimea
- larswm, bazat pe 9wm
- Luminocity, de testare pentru Metacity
- lwm
- Matchbox, pentru sisteme înglobate, cum ar fi dispozitivele portabile
- MLVWM (Macintosh Like Virtual Window Manager)
- OroboROX Arhivat în 13 februarie 2018, la Wayback Machine., pentru ROX Desktop
- oroborus
- PapuaWM Arhivat în 13 februarie 2018, la Wayback Machine., bazat pe evilwm
- PekWM Arhivat în 13 februarie 2018, la Wayback Machine., bazat pe aewm ++
- Qvwm Arhivat în 27 iunie 2017, la Wayback Machine., interfață similar Windows 95
- Ratpoison
- scrotwm
- Scwm
- SithWM Arhivat în 27 februarie 2018, la Wayback Machine.
- spectrwm
- StumpWM, scris în Common Lisp, succesor al Ratpoison
- sWM
- twm (Tab Window Manager)
- VirtuaWin
- wmii
- WindowLab
- wm2
- Xmonad, scris în Haskell
- XPwm Arhivat în 21 februarie 2018, la Wayback Machine., similar Windows XP [5][6]

### Pentru alte sisteme
- Desktop Window Manager (DWM) în Microsoft Windows
- Quartz Compositor, în Mac OS X.